# Dean Conant Worcester
Dean Conant Worcester (1 d'octubre de 1866 - 1924), va ser un zoòleg i funcionari nord-americà, i una autoritat a les Filipines. Va néixer a Thetford, Vermont, i va estudiar a la Universitat de Michigan (A.B., 1889).

## Vida
Va estudiar al Newton High school, a Newtonville, Massachusetts, i posteriorment es va graduar a la Universitat de Michigan el 1889. El 27 d'abril de 1893, es va casar amb Marion Fay. De 1893 a 1895, va ser instructor de zoologia, i del 1895 al 1899, professor adjunt de zoologia i curador del Museu de Zoologia. Va ser nomenat comissari dels Estats Units a les Filipines pel president McKinley, el 17 de gener de 1889, juntament amb l'almirall George Dewey, el general Elwell S. Otis i el president Schurman de Cornell. La Comissió va emetre una declaració conciliadora pels insurgents, el 4 d'abril de 1899. El març de 1900, va ser reanomenat pel president McKinley com a membre a la comissió civil de les Filipines, integrada pel jutge William H. Taft, com a president, el professor Dean C. Worcester, el general Luke E. Wright, Henry C. Ide i el professor Bernard Moses (substituït l'1 de gener de 1903, per James F. Smith) per continuar i perfeccionar el treball d'organització i establiment d'un govern civil, que havia estat iniciat per les autoritats militars. Els nous comissionats van arribar a Manila a l'abril de 1900. Sota la seva direcció, el 21 de juny de 1901, es va establir el govern a les Filipines, amb el jutge Taft com a governador militar, i el 3 de juliol de 1902, es va establir el govern civil i el règim militar va finalitzar a l'arxipèlag per proclamació del president dels Estats Units.
Des de 1901 fins a 1913 a exercir de secretari de l'interior del Govern Insular de les Filipines. El 1910, va fundar l'Hospital General de les Filipines, el qual ha esdevingut l'hospital dels pobres i els desvalguts.

### Aves de Rapiña
El 30 d'octubre de 1908, El Renacimiento, un diari espanyol, va publicar una editorial escrita per Fidel A. Reyes (1878-1967), titulada Aves de Rapiña (Birds of Prey), en la qual denunciava a un funcionari nord-americà d'aprofitar el seu càrrec, per explotar els recursos del país pel seu benefici personal.
Encara que l'editorial no esmentava noms, Worcester sentia que ell era el funcionari públic al qual es referia, i va presentar una demanda per difamació contra Teodoro Kalaw i Martin Ocampo, editor i publicador, respectivament.
El tribunal de primera instància va condemnar Ocampo a sis mesos de presó i una multa de 2.000 pesos filipins i Kalaw a dotze mesos de presó i una multa 3.000 pesos filipins i va dictar un veredicte per danys morals i punitius de 25.000 pesos filipins. Els acusats van apel·lar a la Cort Suprema de les Filipines, la qual va confirmar la decisió del tribunal de primera instància, i a la Cort Suprema dels Estats Units, la qual van mantenir la decisió dels tribunals de les Filipines. No obstant això, Ocampo i Kalaw no van passar ni un dia a la presó donat que el governador general Francis Burton Harrison els va perdonar el 1914.

## Publicacions
A més de diversos documents, les seves publicacions més destacades són:
- The Philippine Islands and Their People (1898)
- The Non-Christian Tribes of Northern Luzon (1906)
- The Philippines Past and Present (dos volums, 1913; nova edició, 1914)